# Der grüne Domino
Der grüne Domino ist ein Filmdrama des Regisseurs Herbert Selpin aus dem Jahr 1935. Die Literaturverfilmung basiert auf dem Roman Fall Claasen des Schriftstellers Erich Ebermayer. In einer Doppelrolle verkörpert Brigitte Horney die junge, attraktive Ellen Fehling und deren Mutter.

## Handlung
Ellen Fehling ist eine junge, attraktive Dame, die ohne ihre leiblichen Eltern bei ihrem Onkel von Falck und seiner Ehefrau aufgewachsen ist. Sie ist finanziell unabhängig und verliebt in einen Mann, der ihr die Heirat versprochen hat. Als es den Pflegeeltern klar wird, dass ihr Kind bald heiraten wird, müssen diese jedoch eine Wahrheit ans Licht bringen, die sie bisher gegenüber ihrer Nichte nicht ausgesprochen haben: Der leibliche Vater von Ellen ist ein des Mordes an seiner geschiedenen Ehefrau verdächtiger Straftäter, der seit der Geburt von Ellen inhaftiert ist.
Davon in Kenntnis gesetzt, beschließt Ellen, ihren Vater im Zuchthaus zu besuchen, um ihm in seiner Situation eventuell helfen zu können. Darauf widerruft ihr Verlobter sein Eheversprechen und der Einzige, der jetzt noch zu Ellen hält, ist der junge Rechtsanwalt Dr. Nohl. Gemeinsam beginnen sie, die Tatvorwürfe gegen ihren leiblichen Vater aufzuarbeiten und stoßen dabei auf einen Tatumstand, der besonders heikel ist: Offenbar gab es damals eine tragische Verwechslung und ihr Vater hat in der Folge den Mord freiwillig gestanden, obwohl er diesen gar nicht begangen hatte. Der Fall wird aufgeklärt, ihr Vater wird aus dem Gefängnis entlassen und Ellen hat in dem jungen Anwalt den geeigneten Ehemann gefunden.

## Produktionsnotizen
Der Film wurde am 4. Oktober 1935 im Berliner Gloria-Palast uraufgeführt. In die österreichischen Kinos kam er am 8. November 1935. In Brasilien wurde er unter dem Titel O Dominó Verde in den dortigen Kinos gezeigt. Die Dreharbeiten fanden im Zeitraum Juli bis August 1935 in München am Tegernsee statt. Die Filmbauten entwarfen Otto Hunte und Willy Schiller. Die Liedtexte schrieb Hans Fritz Beckmann.

## Zensur
Das NS-Regime überprüfte den Film auf eventuell dem Regime abträgliche Inhalte und legte ihm im Rahmen der damals üblichen Filmzensur mit dem Beschluss B.40230 am 3. Oktober 1935 ein Jugendverbot auf.

## Französische Version
Unter dem Titel Le domino vert wurde der Film zeitgleich in französischer Sprache gedreht. Als Regisseur fungierte neben Selpin Henri Decoin. Die Hauptrollen spielten Danielle Darrieux und Charles Vanel. Diese Fassung wurde erstmals in Frankreich am 27. Dezember 1935 aufgeführt.

## Kritiken
„Matt inszeniertes und antiquiert wirkendes Kriminal- und Gesellschaftsdrama.“